# 西多夫家族
西多夫家族是一个源自苏里南的荷兰足球世家，家族中有多位职业足球运动员以及经纪人。

## 成员
约翰·西多夫（Johann Seedorf）曾是足球运动员，也当过足球经纪人，他有三个儿子（长子克拉伦斯·西多夫、次子尤尔根（Jürgen）、幼子切德里克·西多夫），他还有两个侄子，斯蒂法诺·西多夫和拉姆利（Rahmlee）。
克拉伦斯·西多夫的侄子科林·西多夫与凯恩·西多夫也都是职业足球运动员。
雷希利奥·西多夫（Regilio Seedorf）和谢尔文·西多夫也出身西多夫家族。